# Список державних емблем Індії
Індія — країна в Південній Азії. Вона складається з 28 штатів і 8 союзних територій. Більшість штатів і союзних територій Індії мають власну державну емблему, печатку або герб, які використовуються як офіційний урядовий символ, тоді як п'ять штатів і п'ять союзних територій використовують Державну емблему Індії як офіційну урядову печатку.

## Штати
| Штат             | Емблема                           | Зображення          |
| ---------------- | --------------------------------- | ------------------- |
| Андхра-Прадеш    | Емблема штату Андхра-Прадеш       |                     |
| Аруначал-Прадеш  | Емблема штату Аруначал-Прадеш     |                     |
| Ассам            | Використовує державний герб Індії |                     |
| Біхар            | Емблема Біхару                    |                     |
| Чхаттісгарх      | Емблема Чхаттісгарха              |                     |
| Гоа              | Емблема Гоа                       |                     |
| Гуджарат         | Використовує державний герб Індії |                     |
| Харьяна          | Емблема Хар'яни                   |                     |
| Гімачал-Прадеш   | Емблема штату Гімачал-Прадеш      |                     |
| Джаркханд        | Емблема Джаркханда                |                     |
| Карнатака        | Герб Карнатаки                    |                     |
| Керала           | Емблема Керали                    |                     |
| Мадх'я-Прадеш    | Емблема штату Мадхья-Прадеш       |                     |
| Махараштра       | Емблема Махараштри                |                     |
| Маніпур          | Емблема Маніпуру                  |                     |
| Мегхалая         | Емблема Мегхалаї                  |                     |
| Мізорам          | Використовує державний герб Індії |                     |
| Нагаленд         | Емблема Нагаленду                 |                     |
| Одіша            | Герб Одіши                        |                     |
| Пенджаб          | Емблема Пенджабу                  |                     |
| Раджастхан       | Використовує державний герб Індії | Emblem of Rajasthan |
| Сіккім           | Герб Сіккіму                      |                     |
| Таміл Наду       | Емблема Таміл Наду                |                     |
| Телангана        | Емблема Телангани                 |                     |
| Трипура          | Використовує державний герб Індії |                     |
| Уттар-Прадеш     | Емблема штату Уттар-Прадеш        |                     |
| Уттаракханд      | Емблема штату Уттаракханд         |                     |
| Західна Бенгалія | Емблема Західної Бенгалії         |                     |

## Союзні території
| Союзна територія                   | Емблема                           | Зображення |
| ---------------------------------- | --------------------------------- | ---------- |
| Андаманські та Нікобарські острови | Використовує державний герб Індії |            |
| Чандігарх                          | Емблема Чандігарха                |            |
| Дадра і Нагар Хавелі, Даман і Діу  | Використовує державний герб Індії |            |
| Делі                               | Використовує державний герб Індії |            |
| Джамму і Кашмір                    | Використовує державний герб Індії |            |
| Ладакх                             | Використовує державний герб Індії |            |
| Лакшадвіп                          | Емблема Лакшадвіпа                |            |
| Пудучеррі                          | Емблема Пудучеррі                 |            |

## Автономні адміністративні підрозділи
Деякі автономні адміністративні одиниці, встановлені шостим додатком Конституції Індії, прийняли власні символи.
| Автономний адміністративний підрозділ        | Емблема                                                  | Зображення |
| -------------------------------------------- | -------------------------------------------------------- | ---------- |
| Бодоландський територіальний район           | Використовує печатку на основі національного герба Індії |            |
| Автономна рада добробуту Бодо Качарі         | Використовує державний герб Індії                        |            |
| Рада Чакминського автономного району         | Емблема Ради Чакминського автономного округу             |            |
| Автономна рада Деорі                         | Емблема автономної ради Деорі                            |            |
| Рада автономного округу Гаро Гіллз           | Емблема Ради автономного округу Гаро Хіллз               |            |
| Горхаландське територіальне управління       | Емблема Горхаландського територіального управління       |            |
| Рада автономного округу Джайнтія-Гіллз       | Емблема Ради автономного округу Джайнтія-Гіллз           |            |
| Каматапурська автономна рада                 | Емблема Автономної ради Каматапур                        |            |
| Автономна рада Карбі Англонг                 | Емблема автономної ради Карбі-Англонг                    |            |
| Рада автономного округу Хасі Гіллз           | Емблема Ради автономного округу Хасі Хіллс               |            |
| Рада розвитку автономної гори Ладакх, Каргіл | Емблема Ради розвитку автономної гори Ладакх, Каргіл     |            |
| Рада розвитку автономної гори Ладакх, Лех    | Емблема Ради розвитку автономної гори Ладакх, Лех        |            |
| Рада Лайського автономного округу            | Емблема ради Лайського автономного округу                |            |
| Марська автономна окружна рада               | Емблема ради Марського автономного округу                |            |
| Автономна Рада Місінґ                        | Емблема зниклої автономної ради                          |            |
| Автономна рада Північних Качарських пагорбів | Емблема автономної ради пагорбів Північного Качару       |            |
| Автономна рада Рабха Хасонг                  | Емблема автономної ради Рабха Хасонг                     |            |

## Ховнішні посилання
- Світові державні діячі
- Knowindia.gov.in: символи штатів і союзних територій